# Eugène Azam
Pour les articles homonymes, voir Azam.
Eugène Azam (1822-1899) est un chirurgien bordelais, professeur de médecine qui s'intéresse à la  psychologie et à l'hypnose.

## Famille
Charles-Marie-Étienne-Eugène Azam naît à Bordeaux le 28 mai 1822. Son père, Jean-Sixte Azam, est né à Cologne (Gers) en 1782 et mort à Bordeaux en 1854, était médecin de l'Asile public des femmes aliénées de Bordeaux.
Eugène Azam fait des études de médecine et il est reçu docteur en médecine à Paris le 10 juillet 1848.
Il épouse Anne Suzanne Rolland, fille d'un fabricant de papier et petite-fille d'un négociant hollandais Beker Terlinck. Ils habitent rue Vital-Carles à Bordeaux.
Leur fille, Madeleine épouse Camille Jullian (1859-1933), professeur au Collège de France, dont la fille Suzanne est la mère de l'auteur et dessinateur Philippe Jullian (1919-1977), né Philippe Simounet.
En dehors de ses activités professionnelles Azam fut un collectionneur éclairé. Il a reçu en héritages, par la famille de son épouse, un grand nombre de tableaux hollandais et il s'intéressa particulièrement à la faïence bordelais. 
Il était également un viticulteur de renom, avec des vignobles dans les graves de Pessac et dans le palus de Lugon-et-l'Île-du-Carnay. Lors de l'infection des vignobles bordelais par la phylloxéra, il publia plusieurs études sur les moyens de combattre la fléau.
Eugène Azam meurt à Bordeaux le 16 décembre 1899.

## Carrière professionnelle
Azam fut successivement médecin adjoint de l'Asile public des aliénées de Bordeaux , puis professeur de clinique externe de l’École de médecine de Bordeaux.
En 1872 il organise à Bordeaux, avec son ami Paul Broca, le premier Congrès de la société française pour l'avancement des sciences. Il fut également président de :
- Société de Médecins de Bordeaux (1863)
- Société des sciences physiques et naturelles de Bordeaux (1866)
- Société Philomathique de Bordeaux (1880-1881)
- Société Archéologique de Bordeaux (1881-1882)[1]
- Académie nationale des sciences, belles-lettres et arts de Bordeaux (1888)

### Travail clinique
Avec Alfred Velpeau et Paul Broca, il a contribué à faire connaitre en France les travaux de James Braid sur l'hypnose.
Azam fut le premier à décrire un cas de « personnalité multiple » : Félida X. En l'espace de huit ans, il publia trois ouvrages sur cette patiente, qui présentait des « personnalités alternantes », état proche de ce qui devait être nommé plus tard le trouble de la personnalité multiple. Pendant plus de quarante ans il poursuivit des recherches sur l'hypnotisme, la double conscience et les altérations de la personnalité.

### Décorations
- Officier d'académie (1865)
- Officier de l'Instruction publique (1869)
- Chevalier de la Légion d'honneur (décret du 18 septembre 1872)

### Publications d'Eugène Azam
- De la folie sympathique provoquée ou entretenue par les lésions organiques de l'utérus et de ses annexes, Bordeaux, G. Gounouilhou, 1858, 52 p. (lire en ligne sur Gallica).

- « Note sur le sommeil nerveux ou Hypnotisme », Archives générales de médecine,‎ janvier 1860, p. 48.

- « De la Mort subite par embolie pulmonaire dans les contusions et les fractures », Journal de Médecine de Bordeaux,‎ 1864, p. 48.

- « Éloge de F.-A. Bazin, fondateur de la Société des sciences physiques et naturelles de Bordeaux », Mem. Soc. Sc. Phys. et Nat. de Bordeaux, vol. 4, no 1,‎ janvier 1866, p. 30 (lire en ligne sur Gallica).

- De la Décentralisation universitaire et pourquoi Bordeaux doit avoir son Université, Bordeaux, Féret et fils, 1871.

- « Nouveau Mode de réunion des plaies d'amputation et de quelques autres grandes plaies », Gazette des hôpitaux,‎ 1874.

- « Le Phylloxéra dans le département de la Gironde », Mémoires présentés par divers savants à l'Académie des sciences, vol. 25, no 5,‎ 1876.

- Amnésie périodique ou Dédoublement de la personnalité, Bordeaux, Féret et fils, 1877, 55 p. (lire en ligne).

- « Sur un fait de double conscience, déductions thérapeutiques qu'on en peut tirer », Mémoires de la Société des sciences physiques et naturelles de Bordeaux, vol. 3, no 2,‎ 1879.

- Réunion primitive et pansement des grandes plaies, Bordeaux, Féret et fils, 1879, 100 p. (lire en ligne sur Gallica).

- « Les troubles intellectuels provoqués par les traumatismes du cerveau », Archives générales de médecine,‎ 1881, p. 48 (lire en ligne sur Gallica).

- « Double Conscience, état actuel de Félida X... », Congrès de La Rochelle, Société pour l'avancement des sciences,‎ 1882, p. 20 (lire en ligne sur Gallica).

- Hypnotisme, double conscience et altérations de la personnalité : le cas Félida X (préf. Jean-Martin Charcot), Paris, J.-B. Baillière et fils, 1887, 294 p. (lire en ligne sur Gallica).

- Le Caractère dans la santé et dans la maladie (préf. Th. Ribot), Paris, Alcan, 1887.
- « Les Troubles sensoriels organiques et moteurs consécutifs aux traumatismes du cerveau », Archives générales de médecine,‎ mai 1890.
- « Entre la raison et la folie des toqués », Revue scientifique,‎ 16 novembre 1891.

- Hypnotisme, double conscience et altérations de la personnalité : le cas Félida X (préf. Jean-Martin Charcot), Paris, J.-B. Baillière et fils, 1893, 387 p. (lire en ligne sur Gallica).